# Keutschach am See
Keutschach am See (tiếng Slovene: Hodiše ob jezeru) là một đô thị thuộc huyện Klagenfurt-Land trong bang Kärnten trong nước Áo. Đô thị Keutschach am See có diện tích 28,36 km², dân số thời điểm năm 2005 là 2340 người.
Bản mẫu:Đô thị của Klagenfurt-Land